# Colli Altotiberini bianco
Il Colli Altotiberini bianco è un vino DOC la cui produzione è consentita nella provincia di Perugia.

## Caratteristiche organolettiche
- colore: giallo paglierino più o meno intenso.
- odore: caratteristico, gradevole.
- sapore: asciutto, armonico, gradevole.

## Produzione
Provincia, stagione, volume in ettolitri
- Perugia  (1990/91)  1937,11
- Perugia  (1991/92)  1274,91
- Perugia  (1992/93)  1655,51
- Perugia  (1993/94)  1412,08
- Perugia  (1994/95)  1208,42
- Perugia  (1995/96)  694,57
- Perugia  (1996/97)  1021,44